# Pterophoroidea
De Pterophoroidea is een superfamilie van vlinders.
Volgens de huidige indeling omvat deze superfamilie twee families:
- Pterophoridae (vedermotten)
- Macropiratidae

Recent onderzoek ondersteunt de plaatsing van Macropiratidae niet, maar er is geen nieuwe plaatsing gepubliceerd.